# Henry Southard
Henry Southard (* 7. Oktober 1747 in Hempstead, Provinz New York; † 22. Mai 1842 in Basking Ridge, New Jersey) war ein US-amerikanischer Politiker. Zwischen 1801 und 1821 vertrat er zweimal den Bundesstaat New Jersey im US-Repräsentantenhaus.

## Werdegang
Henry Southard besuchte die öffentlichen Schulen seiner Heimat und in Basking Ridge, wohin er im Jahr 1755 mit seinen Eltern gezogen war. Danach arbeitete er auf einer Farm. Während des Unabhängigkeitskrieges diente er zunächst als einfacher Soldat und später als Wagenführer in der Kontinentalarmee. Nach dem Krieg betätigte sich Southard wieder in der Landwirtschaft. Von 1787 bis 1792 fungierte er in seiner Heimat als Friedensrichter. Ende der 1790er Jahre wurde er Mitglied der von Thomas Jefferson gegründeten Demokratisch-Republikanischen Partei. Zwischen 1797 und 1799 sowie nochmals im Jahr 1811 gehörte er der New Jersey General Assembly an.
Bei den in New Jersey staatsweit ausgetragenen Kongresswahlen des Jahres 1800 wurde Southard für den fünften Sitz seines Staates in das US-Repräsentantenhaus in Washington, D.C. gewählt, wo er am 4. März 1801 die Nachfolge von Franklin Davenport antrat. Nach vier Wiederwahlen konnte er bis zum 3. März 1811 zunächst fünf Legislaturperioden im Kongress absolvieren. Von 1809 bis 1811 war er Vorsitzender des Committee on Revisal and Unfinished Business. In seine erste Zeit als Kongressabgeordneter fielen der 1803 von Präsident Jefferson getätigte Louisiana Purchase und die im Jahr 1804 erfolgte Ratifizierung des zwölften Verfassungszusatzes.
Im Jahr 1814 wurde Southard im vierten Distrikt von New Jersey als Nachfolger von Richard Stockton erneut in den Kongress gewählt, wo er zwischen dem 4. März 1815 und dem 3. März 1821 drei weitere Legislaturperioden absolvieren konnte. Nach dem Ende seiner Zeit im US-Repräsentantenhaus kehrte er wieder zur Landwirtschaft zurück. Er starb am 22. Mai 1842 in Basking Ridge im Alter von 94 Jahren. Zwei seiner Söhne schlugen auch politische Karrieren ein. So saß Isaac Southard (1783–1850) ebenfalls für New Jersey im Kongress. Dessen Bruder Samuel (1787–1842) war unter anderem US-Senator, Marineminister der Vereinigten Staaten und Gouverneur von New Jersey.